# Chynorany
Chynorany (prononciation slovaque : [ˈxɪnɔranɪ], en hongrois : Kinorány) est un village de Slovaquie situé dans la région de Trenčín, à 7 km à l’ouest de Partizánske.

## Histoire
La première mention écrite du village date de 1387.

## Démographie

### Évolution de la population
| Année:               | 1994. | 2004.   | 2014.   | 2024.   |
| -------------------- | ----- | ------- | ------- | ------- |
| Nombre de personnes: | 2782  | 2723    | 2718    | 2661    |
| Différence:          |       | -2,12 % | -0,18 % | -2,09 % |

| Année:               | 2023. | 2024.   |
| -------------------- | ----- | ------- |
| Nombre de personnes: | 2671  | 2661    |
| Différence:          |       | -0,37 % |

## Personnalités
- Marian Masny, footballeur tchécoslovaque